# Sommarbuskis (2021)
Sommarbuskis (med tilläggen Sommarens skrattfest på Vallarnas Friluftsteater, Vallarna – 25 år – Skratt, buskis och publikfest, och även En hejdlöst kul jubileumsshow med alla buskisfavoriter!), även kallad Sommarbuskis 2021 (för att skilja den från Sommarbuskis under 1991–1994), är en svensk buskis-revy från Vallarnas Friluftsteater år 2021, regisserad av Pär Nymark, med manusbearbetning av Pär Nymark och Annika Andersson.
Sommarbuskis 2021 var en jubileumsshow som gick under titeln “Sommarbuskis” och innehöll två akter fyllda med sketcher, monologer, revynummer, rolig sång och musik. Publikfavoriter som Olvert, Augustina, Dag-Otto, Blyge Örjan och Rakel dök upp, och bjöd på både nya skämt och favoriter i repris.
Sommarbuskis 2021 hade premiär den 4 juli 2021, och släpptes på DVD den 25 juli 2022.

## Rollista
- Stefan Gerhardsson – Sig själv / Olvert Bengtsson / Medlem i “Hembygdskvartetten” /
Sven-August, bonde / Naturälskande fiskare från Fegen[2] / Trubaduren[2][3].
- Siw Carlsson – Sig själv / Skrockfull "väderflicka" / Medlem i “Hembygdskvartetten” /
Augustina / Rosamunda, "den lilla sessan".
- Annika “Andersson” Korenado – Sig själv / Rut, Ragnars hustru / Skrockfull "väderflicka" /
Maria, sekretererska i Mårdaklev / Medlem i “Hembygdskvartetten” / Bonnatös från Fegen /
Stadsbo på väg till Ullared[2] / Rakel Kristersson, Lennarts hustru.
- Jojje Jönsson – Sig själv / Butiksbiträde som säljer aktivt kol / Hilding, granne i Mårdaklev /
Blyge Örjan / Dag-Otto Flink / Errolf, dräng / Grodprinsen.
- Mikael Riesebeck – Sig själv / Ragnar, Ruts make / Bonde som vill köpa aktivt kol[2] /
Hösnuvig "blombukett"[2] / Holger, ordförare i Mårdaklev / Medlem i “Hembygdskvartetten” /
Kristian, bonde[2] / Fiskares "kärring" från Fegen[4] / Lennart Kristersson.

### Orkester[5]
- Carl-Oscar Korenado – Sig själv / Kapellmästare och keyboardist i “Yvonnes Kusiner”.
- Alexander Korenado – Sig själv / Elbasist i “Yvonnes Kusiner”.
- Axel Andersson – Sig själv / Gitarrist i “Yvonnes Kusiner”.
- Xerxes Andrén – Sig själv / Trummis i “Yvonnes Kusiner”.